# シノブフーズ
シノブフーズ株式会社（英語: Shinobu Foods Products Co., Ltd.）は、大阪府大阪市西淀川区に本社を置く食品加工会社である。原則としてスーパーマーケットやコンビニなどで弁当、おにぎり、サンドイッチ、寿司及び惣菜等を製造しており、ファミリーマート向けが売上の半分以上を占めている。
コーポレート・メッセージは「おいしさと楽しさ」。

## 沿革
- 年代不明  - 堀地美泉（よしみ）が寿司の製造販売業「堀地商店」を始める
- 1971年5月 - 株式会社志乃ぶ寿司を設立。創業者・堀地美泉の二女の名前「忍（しのぶ）」に由来する。
- 1979年7月 - 後にロングセラー商品となる「おにぎりQ」を発売。
- 1986年1月 - 現社名に変更。
- 1987年4月 - 大阪証券取引所2部に上場。
- 1994年4月 - ビッグフーズ株式会社（1993年に「関西ランチ」から社名変更）と対等合併し（シノブフーズが存続会社になる）社長に堀地、副社長に旧ビッグフーズの松本隆次が就任
- 2001年6月 - 松本隆次が社長に昇格。
- 2008年6月 - 松本隆次が会長に就任。副社長の松本崇志が社長に昇格。
- 2013年7月 - 大阪証券取引所と東京証券取引所の現物株市場統合に伴い、東京証券取引所2部に上場。

## 事業所
- 本社 - 大阪府大阪市西淀川区竹島2丁目3番18号
- 東京事業所 - 東京都大田区蒲田5丁目42番6号 蒲田ハイツ201号
- 大阪工場 - 大阪府大阪市西淀川区福町1丁目9番16号
- 関西工場 - 大阪府大阪市西淀川区御幣島6丁目14番36号
- 千葉工場 - 千葉県八千代市上高野1734番1
- 名古屋工場 - 愛知県弥富市四郎兵衛1丁目128番地
- 京滋工場 - 滋賀県栗東市六地蔵1163
- 岡山工場 - 岡山県総社市中原字巽原88番の2
- 広島工場 - 広島県尾道市美ノ郷町本郷20001番地65
- 四国工場 - 香川県観音寺市柞田町字干拓丁93番7号

岡山工場（旧・倉敷工場）は1992年に完全子会社化したマルチ（デリカキッチンに社名を変更後、2010年に事業譲受）から引き継いだ工場である。

## 関連会社
- 株式会社エス・エフ・ディー：不動産の賃貸、100%出資
- マイツベーカリー株式会社：原材料の仕入販売、70%出資

## 主な商品
- おにぎりQ
- 手巻寿司
- 味飯おにぎり
- ふんわりおむすび
- 真菜ごころ - 弁当商品のブランド
- エピ・ムー - サンドウィッチなどの惣菜パンのブランド

その他、イオンやイズミヤ、阪急オアシス、ドン・キホーテ、ファミリーマート、スターバックスなどのチェーンストア向けの商品を製造する。

### おにぎりQ
おにぎりQ（おにぎりキュー）は、シノブフーズが1979年より販売しているおにぎりのブランド。従来のおにぎりは、巻きたての海苔のパリパリ感を楽しむために、包装を開けてから海苔を手で巻く必要があったが、これを手間なく簡単にできる包装にしたのが特徴。発売当初の価格が90円であったことと、おにぎりの内袋が出っ張っているイメージがアルファベットの「Q」の「ひげ」と一致することから名付けられた。
初代おにぎりQは、包装を開ける前にパックの先端をちぎって、海苔とおにぎりの間にある内袋（フィルム）を1方向から「キューと」引っ張りだす「パラシュートタイプ」が特徴で、「ひっぱるだけのおにぎりQ」がキャッチフレーズだった。1980年代は、CMなどで電子レンジで30秒あたため温かくして食べるという食べ方を薦めていた。「米飯のスナック化」というコンセプトが当時のニーズに合致してヒット商品となり、2025年現在まで生産され続けるロングセラー商品となる。
1998年にリニューアルされ、2025年現在に至るまで各社で主流となっている「センターカットタイプ」に変更。包装の真ん中をちぎって割り開き、海苔の下に内袋があるままのおにぎりを取り出してから、左右2箇所から内袋を引っ張り出す方式となった。
2024年からは、「手作り感」「おおきな具材」「見た目のインパクト」がコンセプトの「おおきなおむすび」シリーズに「おにぎりQ」のブランドが受け継がれた。これは、これらのコンセプトがニーズに合致してヒットしたという点が、「おにぎりQ」と共通していることによるもの。これにより、2025年現在の「おにぎりQ」は、海苔が最初から巻かれてしっとりしており、大きな具材が目立ち、ラップでくるまれていることが特徴で、フィルムを引っ張る手順が不要なタイプとなっている。それまで「おりぎりQ」だったセンターカットタイプのおにぎりは、ブランドがとれて「手巻おにぎり」という商品名で引き続き展開されている。

## CM
1980年代に関西地区限定で、同社が開発した「ひっぱるだけのおにぎりQ」のCMが放送され、出演者が♪電子レンジで、チーン…と何度も繰り返すシュールなCMが放送されて話題になった。同バージョンのCMには関西を拠点に活動した頃の東ちづるがコンビニの店員役で出演した。この商品では他にも、『ザ・ヒットパレード』の主題歌をもじった歌詞のものもあった。
また、80年代中盤には「おにぎりQ」のCFソングに当時関西で活動していた音楽ユニット・C-PONITが抜擢された。なお、このCMは関西圏のほか中京圏・静岡の東海地区でも流していた。
この他、ラッシャー板前や秋吉久美子、渡辺徹が「おにぎりQ」のCMに出演していた。
その他にも、過去に上岡龍太郎（巻き上手のCMに出演していた）がタキシード姿でダンスを踊るものや、手巻き寿司「マッキーバー」、プリティ長嶋と共演した「スナックパック」、一輪車に乗った若い女性を目で追うものなどが放映されたりもしたが、現在テレビCMは放送されていない。上岡は「マッキーバー」の前身商品である「巻き上手」から同社のCMに出演し、節分の時期には「巻き上手」の恵方巻のCMに出演した。
また一時期ではあるが、毎日放送で放送されていた『ダウンタウンのゆーたもん勝ち』や、朝日放送制作・火曜夜8時枠の連続ドラマ（『結婚・私が好きですか』等）、関西テレビ・岡山放送の夜のスポットニュース内の天気予報（関テレは『報道ランナープラス』内の天気予報、岡山放送は『OH!天気』）をスポンサードしていたことがある。
関東地区では1980年代末期に、千葉テレビ放送でCMが放送されていたことがある（CTCダイナミックナイターや、再放送アニメなどの提供もしていた）。

## 不祥事
2005年10月から製造したおにぎりを販売する際、原料米として、実際にはブレンド米であったにもかかわらず、「コシヒカリを使用」と表記していた。コシヒカリは30%しか使用されていなかったという。
2008年2月から8月にかけて、三笠フーズ事件の被害を被り、有機リン系殺虫剤「メタミドホス」に汚染された中国産のもち米を原料とした赤飯のおにぎりなど102,053個を愛知、岐阜、三重、静岡、長野、福井、石川、滋賀8県のコンビニエンスストアやスーパーマーケットで販売した。